# Cory Jane
Cory Stephen Jane (* 8. Februar 1983) ist ein neuseeländischer Rugby-Union-Spieler auf der Position des Außendreiviertels und Schlussmannes.

## Biografie

### Karriere
Jane begann seine Profikarriere 2003 bei der Provinzmannschaft Hawke’s Bay in der neuseeländischen Rugby-Union-Meisterschaft National Provincial Championship (NPC). Seit 2005 spielt er für die Provinz Wellington RFU. Mit ihr gelangte Jane 2006, 2007, 2008 und 2009 viermal hintereinander ins Finale der Meisterschaft, jedoch scheiterte man kurioserweise jedes Mal. Des Weiteren war er Teil der neuseeländischen Siebener-Rugby-Nationalmannschaft, die 2006 die Commonwealth Games im Siebener-Rugby gewann. Außerdem spielte er im gleichen Jahr für die New Zealand Māori. Aufgrund seiner guten Leistungen wurde er 2007 in den Kader der Hurricanes berufen, die in der internationalen Rugbymeisterschaft Super 14 spielen. Gleich in seiner ersten Saison spielte er in allen 13 Spielen. Mit den Hurricanes erreichte Jane 2008 sowie 2009 jeweils das Halbfinale des Wettbewerbs. Sie verloren jedoch beide Spiele. Mit Wellington errang er am 20. September 2008 gegen Auckland den Ranfurly Shield, welchen die Mannschaft bis zum 29. August 2009 sechsmal verteidigen konnte, bevor man ihn an Canterbury verlor.

### All Blacks
Nachdem Cory Jane trotz guter Form nicht für die Novembertour der neuseeländischen Nationalmannschaft (All Blacks) des Jahres 2006 ausgewählt worden war, bekam er seine erste Chance im Trikot der All Blacks bei der Novembertour 2008, als er im vierten Spiel des Bledisloe Cups gegen Australien in Hongkong eingewechselt wurde. 2009 wurde er für die Juniländerspiele erneut in den Kader berufen und stand das erste Mal gegen Frankreich am 13. Juni 2009 in der Startaufstellung. Ebenfalls in der Startaufstellung war Jane beim letzten Spiel der Tri Nations 2009, in dem er als Teil der wieder auflebenden All Blacks seinen ersten Versuch in einem Länderspiel legen konnte und von den Medien für seine Leistung gefeiert wurde. Seit Ende 2009 ist er fester Bestandteil der Stammformation der Nationalmannschaft.